# Helmut Creutz

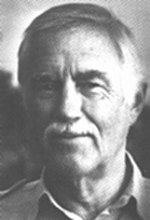
Helmut Creutz

Helmut Creutz (* 8. Juli 1923 in Aachen; † 10. Oktober 2017 ebenda) war ein deutscher Wirtschaftsanalytiker und Publizist.

## Leben und Wirken
Creutz' Berufsziel war Ingenieur, er wurde aber zunächst in den Zweiten Weltkrieg einbezogen: Arbeitsdienst, Flugzeugführer- und Fluglehrerausbildung, Kriegsgefangener, anschließend zwei Jahre Krankheit.
1949 bekam er eine Halbtagsstelle in einem Betrieb für Innenausbau, später wurde er dort Leiter des Planungsbüros und zeitweise Betriebsleiter.
Ab 1972 war Helmut Creutz als freier Architekt und Schriftsteller tätig, seit 1982 als Wirtschaftsanalytiker und Publizist. 1979/80 war er Mitbegründer der Alternativen Liste und der Grünen in Aachen und Nordrhein-Westfalen.
1973 erschien sein erstes Buch Gehen oder kaputtgehen – ein Betriebstagebuch innerhalb der Veröffentlichungen des Werkkreises Literatur der Arbeitswelt, dem er angehörte. 3.000 Exemplare der Gesamtauflage von 50.000 bezog die IG Metall für ihre Vertrauensleute. Sein zweites Buch Haken krümmt man beizeiten – Schultagebuch eines Vaters war eine kritische Auseinandersetzung mit dem deutschen Bildungssystem, dem „Zwangslernsystem“, wie Creutz es nennt.
Seit 1980 befasste er sich mit den Zusammenhängen zwischen Geld und Gesellschaft, Währung und Wirtschaft. Er hielt zahlreiche Vorträge und Seminare zu diesem Thema und veröffentlichte dazu mehrere Bücher sowie mehr als hundert Aufsätze. Creutz gilt als Anhänger der Lehren von Silvio Gesell. So aktualisierte Creutz 1996 den von Gesell propagierten Ansatz, dass es eine „optimal und krisenfreie funktionierende Marktwirtschaft selbstständiger und freier Wirtschaftssubjekte und Bürger, jenseits des Kapitalismus“ geben könnte. Hermann Kendel attestierte, Creutz habe „die doch weitgehend in Vergessenheit geratenen Erkenntnisse von Silvio Gesell vom Anfang des letzten Jahrhunderts – nämlich, dass eine kleine Minderheit mit Hilfe des Zinseszinseffektes die große Mehrheit der Menschen für sich arbeiten lässt – wieder aufgenommen und sie unermüdlich und mutig weiterentwickelt“.
1993 erschien Creutz' Hauptwerk Das Geld-Syndrom. Es wurde ins Ungarische, Englische, Französische und Teile davon ins Persische übersetzt. Es erschien auch als Hörbuch. 2012 gab Creutz fast 90-jährig eine vollständig überarbeitete Neuausgabe unter dem Titel Das Geld-Syndrom 2012 heraus.
Helmut Creutz war verheiratet und hatte zwei Töchter. Er starb am 10. Oktober 2017 94-jährig in seiner Geburtsstadt Aachen.

## Rezeption
Seit der Finanzkrise ab 2007 wurde Helmut Creutz von einigen Wirtschaftswissenschaftlern beachtet. So etwa durch Christian Kreiß an der Hochschule Aalen: „Im Gegensatz zur konventionellen Ökonomie haben Außenseiter wie Helmut Creutz, von dem das Eingangszitat dieser Ausführungen stammt, seit langem auf Denkfehler der gängigen Volkswirtschaftslehre und strukturelle Fehlentwicklungen im Ökonomiesystem hingewiesen, wurden jedoch (und werden größtenteils auch weiterhin) von den recht hochmütig sich verhaltenden Anhängern der gängigen Ökonomielehre nicht ernst genommen“. Jürgen Kremer, Wirtschaftsmathematiker in Koblenz, schrieb, er sei durch Helmut Creutz auf die Umverteilungsmechanismen des Zinses aufmerksam gemacht worden. „Durch die Auseinandersetzung mit ihm und seinen Erkenntnissen bin ich zur Entwicklung der Dynamischen Analyse inspiriert worden. Die dadurch gewonnenen Ergebnisse zählen zu den wichtigsten wissenschaftlichen Einsichten meines Lebens.“

Über das Geld-Syndrom:
Obwohl deren Gesamtbetrag seinen eigenen Angaben zufolge Ende 2002 nur 1,7 Prozent des Geldvermögens ausgemacht haben soll, hält er Bargeld und der Umgang damit für den Dreh- und Angelpunkt des Wirtschaftslebens. Daß der Umfang der Transaktionen, die damit abgewickelt werden, im Vergleich zu denen mit Schecks, Kreditkarten, Buchungen mit und ohne Internet immer weiter schrumpft, ficht ihn nicht an. Die Endnachfrage sei entscheidend für die Konjunktur und wurde zu zwei Dritteln durch Bargeld gedeckt sowie von jenem »Bruchteil« der Guthaben auf Girokonten. —Peter Bierl
Verschiedentlich wurden Creutz rechtsextreme Tendenzen vorgeworfen, was damit begründet wurde, dass er Anfang der 1980er Jahre mindestens zwei Mal in der Heimvolkshochschule des Collegium Humanum referierte und für die Zeitschrift Der dritte Weg der Freisozialen Union sowie für die DAZ des NPD-nahen Deutschen Arbeitnehmer-Verbands schrieb. Creutz wies die Vorwürfe zurück: Es gehe seinen Kritikern nur um Diffamierung, weder in seiner Vita noch in seinen ganzen Veröffentlichungen sei Belastendes zu finden. Auf der Seite In eigener Sache seines Internetauftritts nahm er detailliert Stellung und bekundete: „Ich distanziere mich uneingeschränkt sowohl vom Rechts- als auch vom Linksextremismus!“

## Bücher
- Das Geld-Syndrom 2012 (aktualisierte Neuausgabe), Wissenschaftsverlag Mainz, Aachen 2012, ISBN 978-3-8107-0140-4.
- Die 29 Irrtümer rund ums Geld. Signum Wirtschaftsverlag, München 2004, ISBN 3-7766-8004-0.
- Das Geld-Syndrom (1. Auflage), Wirtschaftsverlag Langen Müller/Herbig, München 1993, ISBN 3-7844-7306-7.
- Bauen, Wohnen, Mieten – welche Rolle spielt das Geld?, Gauke Verlag, Lütjenburg 1987, ISBN 978-3-87998-407-7.
- Wachstum bis zur Krise (zusammen mit Werner Onken und Dieter Suhr), Basis-Verlag, Berlin 1986, ISBN 978-3-88025-414-5.
- Haken krümmt man beizeiten – Schultagebuch eines Vaters, Bertelsmann, 1977, ISBN 978-3-423-10082-3.
- Gehen oder kaputtgehen – ein Betriebstagebuch, Fischer-Taschenbuch-Verlag, 1973, ISBN 978-3-436-01704-0.

## Interviews
- Der Leitzins ist reine Psychologie, TAZ-Interview Juli 2003
- Helmut Creutz im Interview, Deutschlandfunk am 10. August 2003
- Spezial: Finanzkrise und Geldreform, Aachener Zeitung, 22. Januar 2009
- Interview mit Helmut Creutz, Münchner Merkur, 22. Juli 2009
- Ein solches Wirtschaftssystem muss kollabieren, Aachener Zeitung, 11. November 2009

## Videos
- Geldsyndrom. Kurze Einführung in die Problematik des Zinssystems nach dem gleichnamigen Buch. Laufzeit: 10:30 Minuten.
- „Das Geldsyndrom“ – über den Autor. Befürworter der Geldreform über die Arbeit von Helmut Creutz. Mit englischen Untertiteln. Laufzeit: 9:58 Minuten.